# Битва при Вайкале
Битва при Вайкале произошла в апреле 1465 года в долине Вайкал, Юго-Восточная Албания. Новый османский санджакбей Охридского санджака, Баллабан Бадера (этнический албанец), был послан султаном Мехмедом II Фатихом, чтобы подавить восстание в Албании. Скандербег был готов к битве и подготовил свои войска для сражения. Это хорошо работало до тех пор, пока некоторые офицеры Скандербега не выполнили приказ прекратить преследование османских войск и не были захвачены вместе со своими людьми. Офицеры были отправлены в Константинополь, где их пытали и казнили, а тела бросили собакам.

## Исторический фон и предыстория
Султан Мехмед II Завоеватель передал Баллабану Бадере, который был санджакбеем Охридского санджака, руководство военными операциями османской армии в Албании. Баллабан был крестьянином в отцовских владениях Скандербега, который был воспитан турками через девширме, был принят в янычарский корпус, так же как и Скандербег.
Баллабан Бадера опасался собственного поражения и поэтому подарил Скандербегу целый ряд подарков, чтобы в случае захвата османского военачальника у албанского вождя хватило милосердия пощадить его. Баллабан был знаком со Скандербегом, когда они оба находились при дворе османского султана Мурада II, но первый всегда относился к последнему с большой неприязнью. Баллабан Бадера всегда старался выглядеть личным другом и союзником Скандербега, но в данный момент он всегда был готов наброситься на него. Узнав, что Скандербег разбил лагерь в долине Вайкал с войском из 4500 воинов, Баллабан начал свой поход, чтобы разгромить Скандербега.

## Военный план
Скандербег ждал нападения турок-османов и призывал свои войска постоянно быть готовыми к нему. За день до битвы он объяснил план действий своим воинам. Он планировал обмануть османов, заставив их думать, что его силы слишком слабы и слишком напуганы, чтобы сражаться. Когда турок-османов наконец заманивали в эту долину с ложным чувством безопасности, албанские воины набрасывались на них. Затем османские войска были бы загнаны до самых холмов, и албанцы остановились бы там, чтобы избежать контратаки.

## Битва
На следующий день османский полководец Баллабан Бадера вышел из-за холмов, но неожиданно бросился на силы Скандербега с большой скоростью и яростью. Скандербег позволил туркам приблизиться к себе, а затем сам пошел в контратаку. Вскоре последовала кровавая битва с тяжелыми потерями с обеих сторон, но албанцам удалось удержать свои позиции, и вскоре испуганные османские солдаты начали бежать. Как и было приказано, албанцы преследовали их до самых холмов, прежде чем остановились. В конце концов албанцы удержали свои позиции, но это стоило им очень дорого. Некоторые из самых доверенных людей Скандербега были захвачены в этой битве, в том числе: Моис Джурица, Музака из Ангелины, Гин Музака, Гьон Перлати, Николле Бериша, Георгий Кука, Гин Манеши. Эти люди были увлечены преследованием отступающего противника и не последовали приказу Скандербега оставаться ниже холмов и были захвачены реформированными османскими войсками. Турки спрятались и устроили засаду на албанских офицеров и их товарищей. Турецкая кавалерия вновь обрела уверенность в себе, и они поднялись на вершину холма, где была размещена пехота. Однако Баллабан Бадера остался доволен действиями своих солдат и вместе с пленными военачальниками отправился обратно в Стамбул.

## Последствия
Скандербег послал к османскому султану посла с просьбой вернуть его офицеров целыми и невредимыми, иначе он казнил бы его собственных военнопленных. Однако Мехмед II отказался освобождать пленных албанцев. Он приказал подвергнуть албанских офицеров пятнадцатидневным пыткам. Мехмед II приказал охридскому санджакбею Баллабану продолжать свои походы против Албании. Баллабан Бадера снова вторгся в Албанию, но потерпел сокрушительное поражение.